# Gârdani
Gârdani – wieś w Rumunii, w okręgu Marmarosz, w gminie Gârdani. W 2011 roku liczyła 1151 mieszkańców.